# Swiks

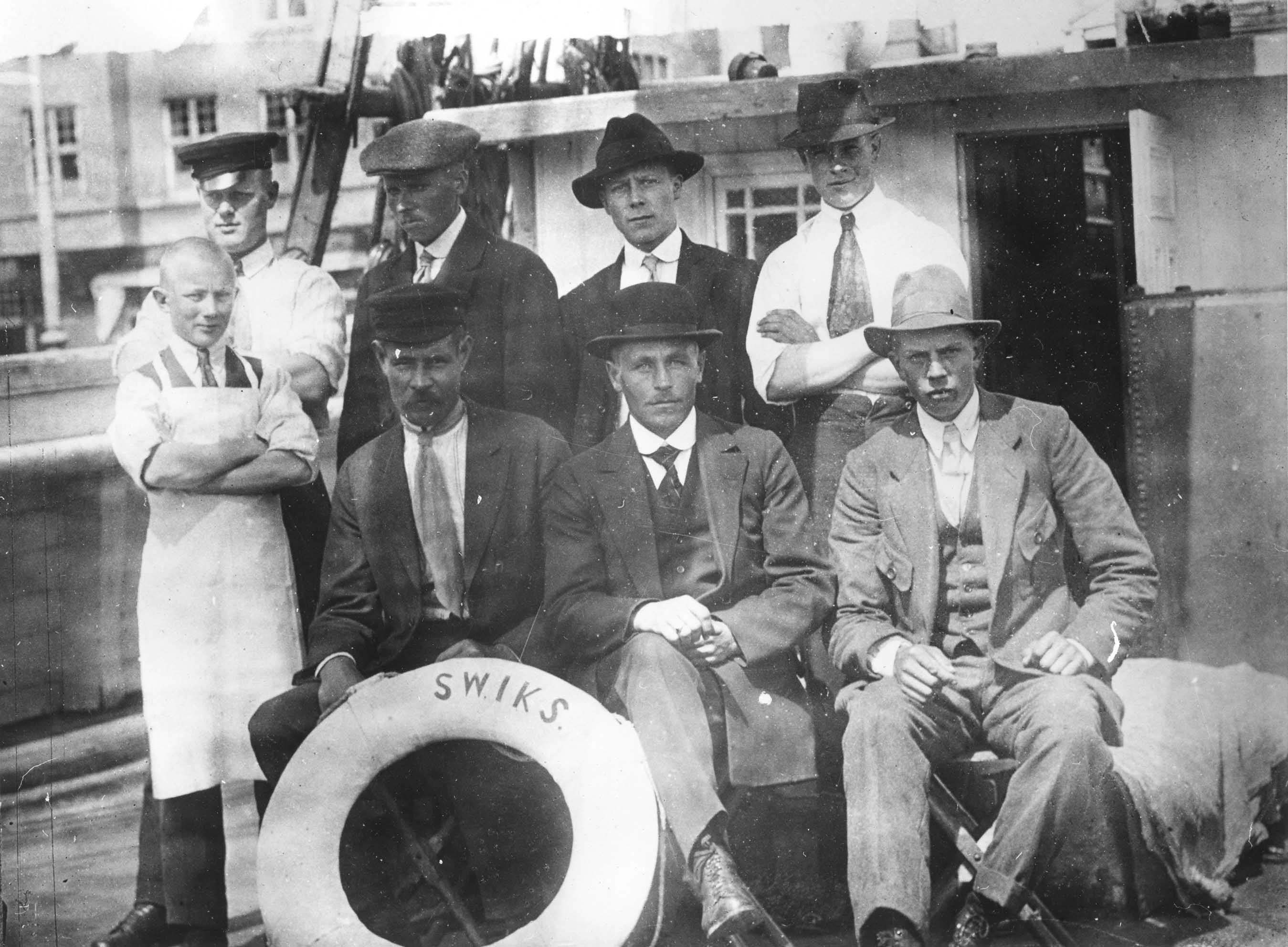
Swiks besättning 1902

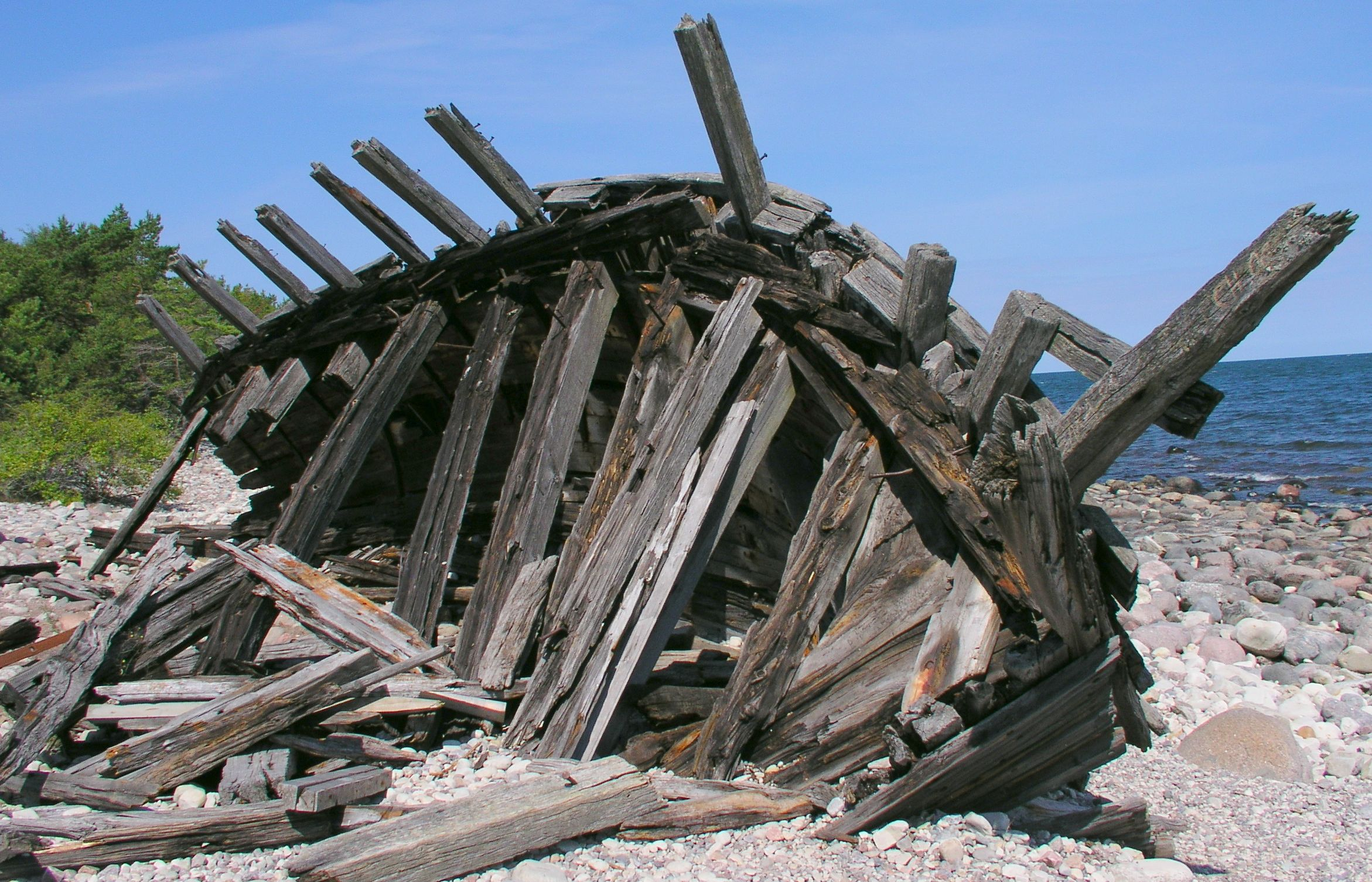
Swiks vrak på Ölands norra udde 2006.

Swiks, eller Swix, var en åländsk tremastad skonare som förliste utanför Ölands nordöstra spets den 21 december 1926. Skeppsvraket ligger kvar på stranden strax innanför förlisningsplatsen.
Fartyget och den sju man starka besättningen var på väg från Tyskland till hemmahamnen Mariehamn för julfirande. Hon hade endast ballast ombord, när en snöstorm tvingade fartyget att försöka runda Ölands norra udde för att söka lä i Kalmarsund. Rundningsförsöket misslyckades och fartyget fastnade i de sanddyner som finns strax under vattenytan. Besättningen tvingades överge fartyget och rädda sig i land med hjälp av livbåten. Väl i land irrade de sedan omkring i Trollskogen i den svåra snöstormen, innan de stelfrusna och svårt medtagna nådde fram till en stuga i Grankulla.
Swiks låg i strandkanten ända till dess att en vinterstorm på 1950-talet kastade upp fartyget på land och hon bröts i två delar. Delar från akterpartiet kan ännu ses spridda utmed stranden. Där på stranden ligger hon än, vindpinad och solblekt i kanten av Trollskogen.

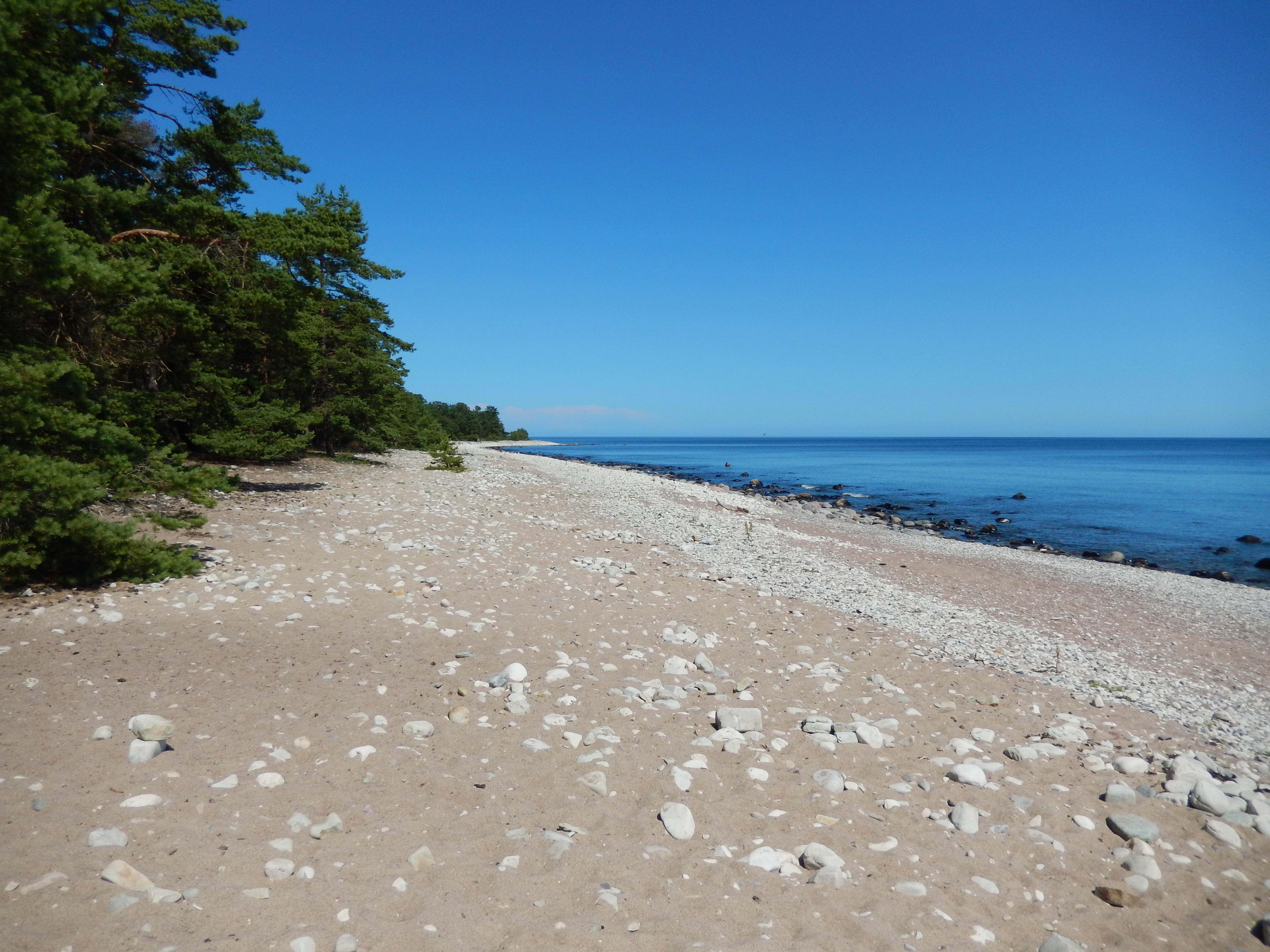
Stranden utmed Trollskogen.

Swiks byggdes i Upesgrīva (mellan Ventspils och Riga) i Lettland 1902, av furu och ek med galvaniserade järnbultar. Hennes dimensioner var 34,4x8,65x3,59 meter. Nettotonnaget var på 227 ton och lastförmågan på 135 standard virke. Swiks byggdes av en man vid namn Pulins. Pulins kallades "Svikis" (kåda) av ortsbefolkningen. Smeknamnet kom från hans gård Sviki i Vandzene, norra Kurland. Det var med detta som bakgrund som Swiks fick sitt namn.
Swiks hann under sitt 24 år långa liv göra många resor världen över. Bland annat till England, Spanien, Mexiko, Jamaica, USA, Trinidad, Tyskland och Finland. Hon fraktade såväl timmer som guano.